# Eddie Hearn

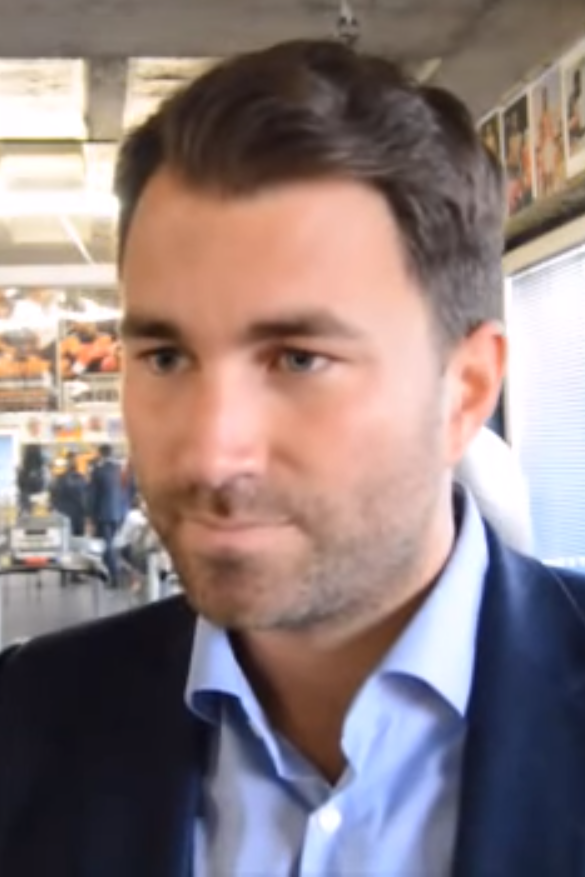
Eddie Hearn

Eddie Hearn (* 8. Juni 1979 in Essex, England, als Edward Hearn) ist ein britischer Boxpromoter und -manager. Unter anderem war er auch im Golfmanagement tätig. Seit seinem 21. Lebensjahr ist er im Sportgeschäft aktiv.
Hearn ist Geschäftsführer der von seinem Vater Barry Hearn gegründeten Sportpromotion Matchroom Sport sowie vom Darts-Weltverband Professional Darts Corporation.

## Boxgeschäft
Unter anderem wurden Carl Froch, Lee Selby und James DeGale von Hearn promotet. Zu den aktuellen Boxern, die bei ihm unter Vertrag stehen, gehören Kell Brook, Anthony Crolla, Kevin Mitchell, Luke Campbell, Callum Smith, Stephen Smith, Khalid Saeed Yafai, Nathan Cleverly, Anthony Joshua,  Oleksandr Ussyk und Dillian Whyte.

### Milliarden-Deal mit DAZN
DAZN sicherte sich im Mai 2018 die Übertragungsrechte für die Kämpfe von Anthony Joshua und Co. für die kommenden 8 Jahre und überwies dafür an Hearn eine Milliarde Dollar, umgerechnet rund 840 Millionen Euro.